# Igor II av Kiev
Igor II Olgovitj (ryska: Игорь II Ольгович), född 1096, död 19 september 1147, var furste av Tjernigov och storfurste av Kiev (1146). Han var son till Oleg I av Tjernigov.